# المقعرة (وشحة)

تعديل مصدري - تعديل

المقعرة هي إحدى قرى عزلة بنى سعد بمديرية وشحة التابعة لمحافظة حجة، بلغ تعداد سكانها 153 نسمة حسب تعداد اليمن لعام 2004.